# Ana Terra
Ana Terra é uma personagem que integra o primeiro volume da trilogia O Tempo e o Vento, obra-prima do escritor brasileiro Érico Veríssimo, protagonista do primeiro drama por que passa a família de pioneiros gaúchos na saga histórica e regionalista que se desenvolve onde hoje é o território do Rio Grande do Sul.
A obra costuma ser dividida em sete volumes, dos quais o primeiro, integrante portanto de O Continente, é intitulada justamente de Ana Terra, à qual segue-se Um Certo Capitão Rodrigo – ambas com unidade temática que permitiu-lhes a publicação em volumes separados pela então ainda gaúcha Editora Globo, em 1971 e 1970, respectivamente.

## Sinopse
Sempre que me acontece alguma coisa importante, está ventando.— Ana Terra
Ana é filha de Henriqueta e Maneco Terra, pioneiro dono de uma estância no ermo dos pampas gaúchos. Eram moradores da cidade paulista de Sorocaba, que migraram para o Rio Grande - chamado de "Continente" - quando os estancieiros foram conquistando as terras aos índios e espanhois.
A história de Ana começa quando ela já tem vinte e cinco anos e continuava solteira. Após uma passagem na estância do militar Major Rafael Pinto Bandeira, em 1777, a moça sonha com as palavras do herói gaúcho, que dissera que o país precisava de mulheres "bonitas e trabalhadoras", como ela.
Ana Terra descobre, nas terras de seu pai, Maneco Terra, um índio ferido, de tez relativamente clara (Pedro Missioneiro). Olhado com desconfiança pelos Terra, o índio se recupera e acaba permanecendo na fazenda como uma espécie de agregado. Ana se apaixona por Pedro Missioneiro, quando a sua gravidez é descoberta, este é assassinado pelos irmãos da protagonista.
Ana tem um filho, que dá o nome do pai: Pedro Terra. Este é o gérmem da família que atravessará os séculos até as transformações vividas na metade do século XX, quando termina a obra.
A estância é atacada pelos castelhanos, na batalha todos os homens morrem e Ana é violentada pelos bandoleiros.

## Análises
Ana Terra é paradigma dos fundadores da terra brasileira, no dizer de Ana Maria Machado. A autora realça a figura retratada da matriarca tecendo na roca, como aprendera com a mãe e veio a ensinar a neta Bibiana: o som da roca que assombraria as futuras gerações.
Maria Aparecida Bergamaschi ressalta a percepção temporal da personagem, vivendo num "fim de mundo", onde os fatos da vida individual marcavam a passagem do tempo; em que mesmo os dias da semana eram fruto da memória das pessoas, e não do uso de relógios ou calendários: um tempo subjetivo que, mesmo tendo por base a natureza, não deixa de estar inserido num contexto coletivo e histórico.
Os fatos históricos que marcaram a conquista do território riograndense por Portugal permeiam a saga familiar de Ana Terra, a começar pelo Tratado de Madri de 1750, que provocou a migração de paulistas. É assim que o personagem Pedro Missioneiro permite a menção às Missões e à Guerra Guaranítica, sendo ele próprio o exemplo da miscigenação que marcou a gênese do povo gaúcho, no gérmem gerado pelo ventre de Ana Terra.
Ana Terra e Pedro Missioneiro, assim, são paradigmas das matrizes platinas e lusitanas do Rio Grande do Sul.